# Badanj (Raška)
Badanj (Servisch cyrillisch: Бадањ) is een plaats in de Servische gemeente  Raška. De plaats telt 91 inwoners (2002).